# Popowo-Huby
Popowo-Huby – kolonia w Polsce, w województwie wielkopolskim, w powiecie wągrowieckim, w gminie Mieścisko.
Do 2023 miejscowość była częścią wsi Popowo Kościelne.
W latach 1975–1998 Popowo-Huby administracyjnie należały do województwa poznańskiego.